# Anomalía de Pelger-Huët
La anomalía de Pelger-Huët es una laminopatía hematológica asociada con el receptor de la proteína B de la lámina nuclear. Está caracterizado por un tipo de leucocito conocido como neutrófilo que se encuentra alterado, pues su núcleo es hiposegmentado y no presenta su granulación primaria característica.

La anomalía de Pelger-Huët tiene un patrón de herencia autosómico dominante.

Es una enfermedad genética con un patrón de herencia autosómica dominante. Los heterocigotos son clínicamente normales, a pesar de que su neutrófilos pueden ser confundidos con células inmaduras, lo cual puede causar tratamientos innecesarios en ciertas situaciones clínicas. Los homocigotos tienden a tener neutrófilos con núcleos redondeados con alteraciones funcionales. Estos sufren además, de manera muy variable, anomalías esqueléticas como polidactilia post-axial, metacarpos cortos, extremidades superiores cortas, estatura baja o hipercifosis.

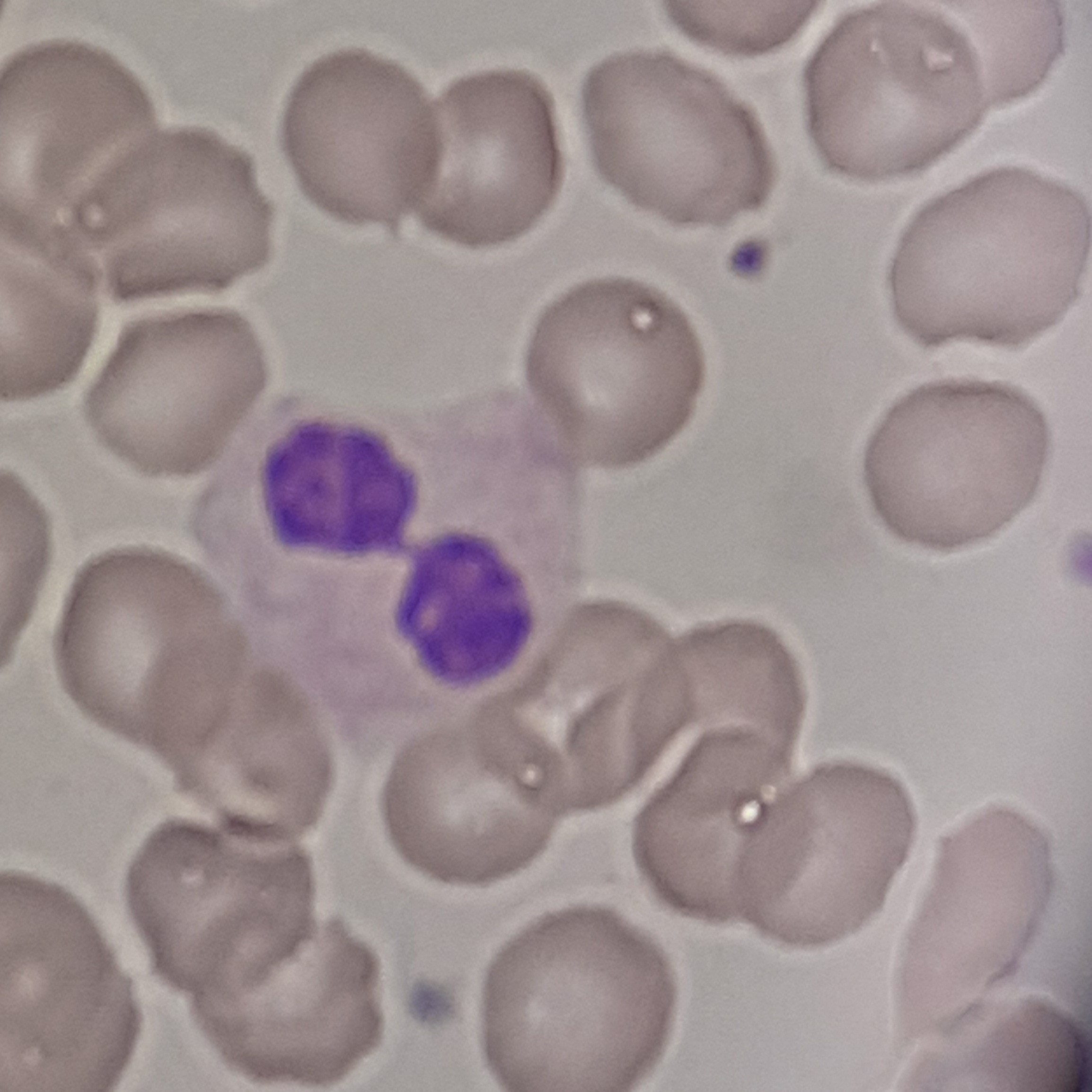
Neutrófilo característico en una anomalía de Pelger-Huët homocigótica

## Anomalía de Pelger-Huët congénita
Es un defecto benigno heredado de manera dominante de la diferenciación de los neutrófilos como resultado de mutaciones en el gen del receptor B de la lámina nuclear. La apariencia característica de estos leucocitos fue informada por primera vez en 1928 por Karel Pelger (1885-1931), un hematólogo holandés, que describió los leucocitos con núcleos bilobulados en forma de mancuerna o anteojos, un número reducido de segmentos nucleares (generalmente dos), y grumos toscos en la cromatina nuclear. En 1931, Gauthier Jean Huët (1879-1970), un pediatra holandés, lo identificó como una patología hereditaria.
Identificar la anomalía de Pelger-Huët es muy importante para evitar la confusión en un hemograma con una situación de presencia de cayados o células en banda con desviación a la izquierda (aumento de las formas inmaduras de los neutrófilos), que son características en situaciones de infección.

## Forma adquirida o pseudo-anomalía de Pelger-Huët
Las anomalías similares al Pelger-Huët que son adquiridas y no congénitas han sido descritas como anomalía de pseudo-Pelger-Huët. Estas pueden desarrollarse en el curso de una leucemia mieloide aguda o crónica y en el síndrome mielodisplásico. También ha sido descrito en enfermedades por Filovirus.
En pacientes con estas condiciones, las células de pseudo-Pelger-Huët tienden a aparecer tarde en la enfermedad, a menudo tras la administración de dosis considerables de quimioterapia. Otras causas descritas han sido el mixedema asociado con panhipopituitarismo, el déficit de vitamina B12 y ácido fólico, el mieloma múltiple, infecciones por enterovirus, malaria, distrofia muscular, reacciones leucemoides secundarias a metástasis en médula ósea, y sensibilidad a fármacos como las sulfamidas y el ácido valpróico. En algunos de estos casos, especialmente en los inducidos por fármacos, identificar el pseudo-Pelger-Huët es importante pues evita la realización innecesaria de pruebas complementarias.

Las extensiones o frotis de sangre periférica muestran un predominio de neutrófilos con núcleos bilobulados compuestos de dos masas nucleares conectadas por un filamento fino de cromatina, recordando a la forma de unos anteojos. Normalmente la forma congénita no está asociada con trombocitopenia ni con leucopenia, por lo que si aparece esta forma característica de manera aislada, debe hacerse una búsqueda más detallada de mielodisplasia, ya que la pseudo-anomalía de Pelger-Huët puede ser una característica precoz de mielodisplasia.
1. ↑  Hoffmann, Katrin; Dreger, Christine K.; Olins, Ada L.; Olins, Donald E.; Shultz, Leonard D.; Lucke, Barbara; Karl, Hartmut; Kaps, Reinhard et al. (2002). «Mutations in the gene encoding the lamin B receptor produce an altered nuclear morphology in granulocytes (Pelger–Huët anomaly)». Nature Genetics 31 (4): 410-4. PMID 12118250. doi:10.1038/ng925.
2. ↑  Cunningham, John M.; Patnaik, Mrinal M.; Hammerschmidt, Dale E.; Vercellotti, Gregory M. (2009). «Historical perspective and clinical implications of the Pelger-Huet cell». American Journal of Hematology 84 (2): 116-9. PMID 19021122. doi:10.1002/ajh.21320.
3. ↑  Gear, JS; Cassel, GA; Gear, AJ; Trappler, B; Clausen, L; Meyers, AM; Kew, MC; Bothwell, TH et al. (1975). «Outbreake of Marburg virus disease in Johannesburg». British Medical Journal 4 (5995): 489-93. PMC 1675587. PMID 811315. doi:10.1136/bmj.4.5995.489.
4. ↑  Singh, Nishith K.; Nagendra, Sanjai (2008). «Reversible Neutrophil Abnormalities Related to Supratherapeutic Valproic Acid Levels». Mayo Clinic Proceedings 83 (5): 600. PMID 18452694. doi:10.4065/83.5.600.

## Clasificación
Clasificación ICD-10: D27.0
- Datos: Q975182